# Adelaide 36ers
Los Adelaide 36ers son un equipo de baloncesto australiano con sede en la ciudad de Adelaida, que compite en la NBL, la principal categoría del baloncesto oceánico. Disputa sus partidos en el The Powerhouse, con capacidad para 7800 espectadores.

## Historia
El equipo se fundó en 1982 con el nombre de Adelaide City Eagles, uniéndose a la National Basketball League, cambiando su nombre al año siguiente por el actual, reflejando en el mismo la fecha del asentamiento de la ciudad en 1836, un hecho similar al de los Philadelphia 76ers de la NBA, quienes hacen referencia a la declaración de independencia de 1776.
Por motivos de patrocinio, también han sido conocidos como West End 36ers y Pura Milk 36ers. Han logrado clasificarse para los play-offs en 17 de las 22 temporadas que ha disputado, ganando el título de campeón en 4 ocasiones, en 1986, 1998, 1999 y 2002, alcanzando la final dons temporadas más.

## Palmarés
- NBL
  - Campeón 1986, 1998, 1999 y 2002
  - Subcampeón 1985, 1994, 2013 y 2017